# インディアナ州議会
座標: 北緯38度46分07秒 西経86度9分46秒 / 北緯38.76861度 西経86.16278度
インディアナ州議会（英語:Indiana General Assembly）は、アメリカ合衆国インディアナ州の州議会（立法府）である。下院と上院から成る両院制の議会である。議会は毎年インディアナポリスのインディアナ州会議事堂で開かれる。
議員は、10年ごとに再編成される選挙区から選出される。下院議員の任期は2年、上院議員の任期は4年である。両院とも法案を作成することができるが、法案が知事に提出され、法律として制定されるには、両院を通過しなければならない。
2023年現在、共和党は両院で多数を占めている。上院では39対10で、下院では70対30の大差で共和党が民主党を上回っている。

## 議会の仕組み
インディアナ州議会は、下院と上院の2院で構成されている。インディアナ州は非常勤議会であり、通年開催されることはない。議会は1月の第1月曜日の後の第1火曜日に召集される。奇数年には61日間開催され（連続開催とは限らない）、4月30日までに閉会しなければならない。偶数年には30日間（連続でなくてもよい）開かれ、3月15日までに閉会しなければならない。議会は、両院で休会を承認する決議が可決されない限り、3日を超えて休会することはできない。知事は、議員が通常会期中に必要な仕事を完了できない場合、臨時会期を招集する権限を持つ。議会の臨時会が招集されることは、州の歴史の初期にはほとんどなかったが、現代では一般的になっている。
議員は選挙区から選出される。各地区の人口がほぼ均等になるよう、10年ごとに米国国勢調査局からの情報を基に、議会によって選挙区の再編成が行われる。この選挙区割りは、レイノルズ対シムズ事件における合衆国最高裁判所の判決を遵守するために維持されている。
議会の上下両院には、それぞれ州の特定分野を監督するいくつかの委員会がある。委員会の規模はさまざまで、3人~11人までいる。委員会の委員長は、多数党の上級議員が務める。上院議員や下院議員は複数の委員会の委員になることができる。ほとんどの立法は、法案が影響を与える分野を担当する委員会から始まります。委員会で承認されると、法案は本会議での討論と投票の議題となる。一般的ではないが、法案は委員会の手続きを経ずに本会議で採決されることもある。
議員の基本年俸は22,616ドルで、これに会期中または委員会や公聴会に出席するごとに、1日につき155ドル、1日おきに62ドルの経費が加算される。

### 議員要件と任期
インディアナ州憲法第4条第7項には、上院議員または下院議員になるための資格が記されている。候補者は、立候補する2年以上前から米国市民であり、代表を目指す選挙区に1年間居住していなければならない。上院議員は25歳以上、下院議員は就任時に21歳以上でなければならない。候補者は任期中、州政府または連邦政府の他の公職に就くことはできない。また、候補者は代表を目指す選挙区内の有権者として登録されていなければならない。候補者は、自身の経済的利益を記載した書類を提出することが義務付けられている。
インディアナ州憲法第4条第3項は、議会の規模と構成にいくつかの制限を設けている。上院の定数は50人以下で、議員の任期は4年。下院は100人以下で、議員の任期は2年。上院議員、下院議員の任期に制限はない。

### チェックとバランス
州憲法には、州議会の権限を制限する抑制と均衡がいくつか組み込まれている。他の条項では、州議会が政府の他の部門の権限を均衡させ、制限することを認めている。これらの抑制と均衡の中には、州議会で可決された法案を知事が拒否する権限がある。州議会は、両院の単純多数決により知事の拒否権を無効にすることができる。超党派で可決された法案は、知事の署名を必要とせずに自動的に法律になる。法案が法律になると、州裁判所で異議を申し立てることができ、州裁判所は法律が違憲であると判断する可能性があり、事実上、法律が廃止されまることになる。その後、州議会は、州憲法を改正してその法律を含めることで裁判所の決定を無効にすることができる。州議会は歴史的に州政府の最も強力な部門であり、弱い知事室を支配してきた。1970年代以降、知事はより大きな権限を獲得したが、州議会は依然としてその権限の多くを削除する権限を保持している。

### 権限
州議会の権限は、州憲法に定められている。議会は州政府内で唯一の立法権を有する。各院は法案を提出することができるが、例外として上院は歳入に影響する法案を提出することができない。法案は各院で別々に審議、可決されるが、知事に提出する前に両院で可決されなければならない。議会が可決した各法律は、州全体に一律に適用されなければならず、特定の地域のみを対象とする法律を制定する権限はない。
議会は、裁判所の規模や選挙区の範囲を定めることにより、州の司法制度を規制する権限を持つ。また、州政府の行政府の活動を監視する権限、州内の郡政府を規制する限定的な権限、州憲法の改正手続きを開始する唯一の権限も有する。
インディアナ州法では、議員が犯した犯罪が反逆罪、重罪、治安維持法違反でない限り、議会開会中に議員を逮捕することはできない。

### 上院
上院は、任期4年で選出された50名の議員で構成されている。インディアナ州副知事が会期中上院の議長を務め、同数の場合は決選投票を行う。2019年~2020年の上院は共和党が50議席中40議席を占め、共和党が多数を占める。上院の事務局はインディアナ州会議事堂2階西翼にあり、上院本会議場は3階西翼にある。
| 役職                          | 氏名            | 政党       |
| ----------------------------- | --------------- | ---------- |
| 上院議長/インディアナ州副知事 | Suzanne Crouch  | Republican |
| 上院仮議長                    | Rodric Bray     | Republican |
| 多数派院内総務                | Chris Garten    | Republican |
| 多数派院内幹事                | Michael Crider  | Republican |
| 少数派院内総務                | Greg Taylor     | Democrat   |
| 少数派院内幹事                | Lonnie Randolph | Democrat   |

### 下院
下院は2年任期で選出される100名の議員で構成される。2015年の下院は共和党が70議席、民主党が30議席と過半数を占めている。下院の事務局はインディアナ州会議事堂の2階東翼にあり、下院本会議場は3階にある。
| 役職           | 氏名           | 政党       |
| -------------- | -------------- | ---------- |
| 下院議長       | Todd Huston    | Republican |
| 多数派院内総務 | Matthew Lehman | Republican |
| 少数派院内総務 | Phil GiaQuinta | Democrat   |

## 歴史

### 1816年憲法

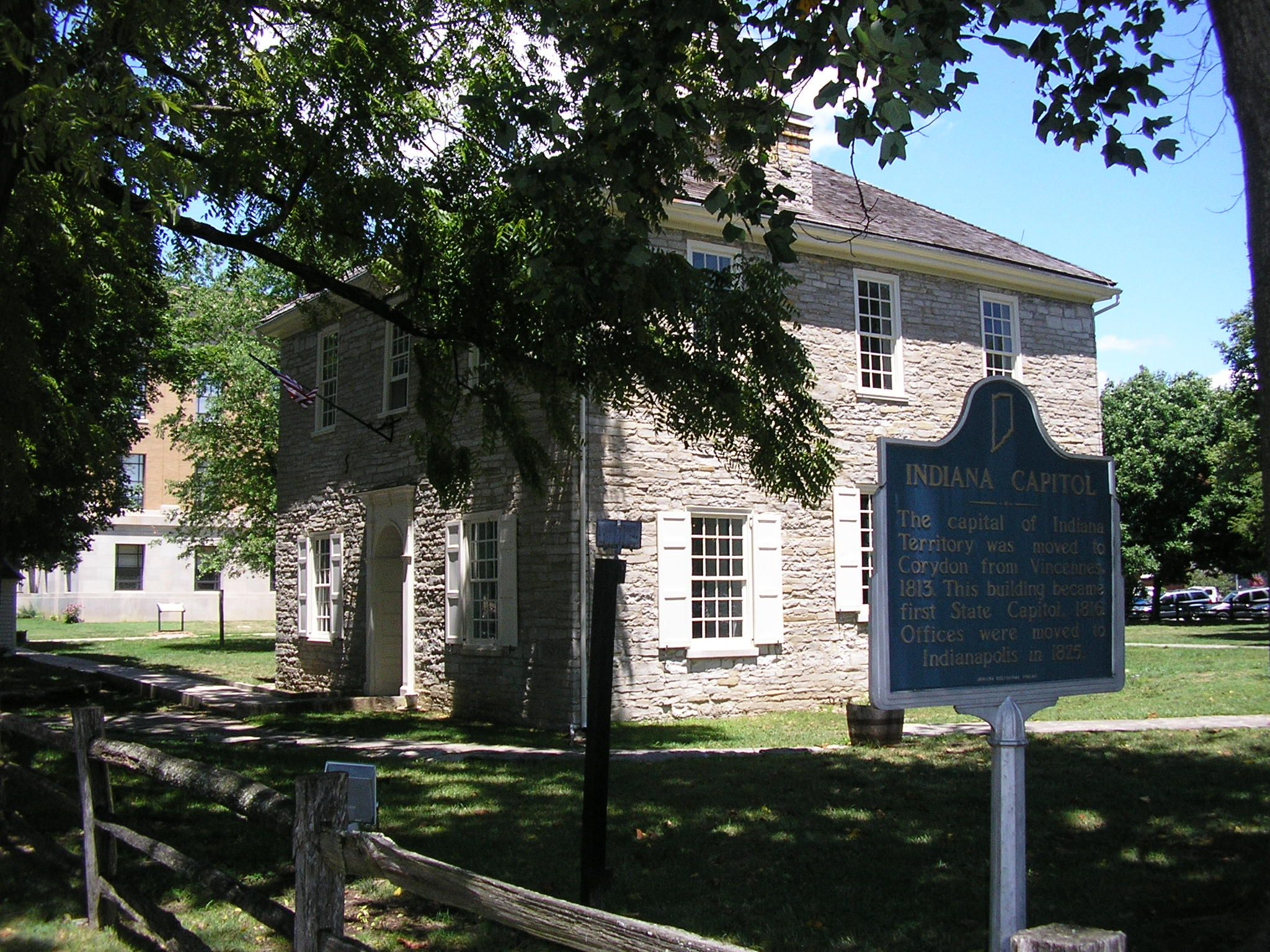
旧インディアナ州会議事堂

インディアナ州最初の憲法は1816年6月10日に批准され、その年の8月5日に最初の議会選挙が行われた。議会はコリドンにある旧インディアナ州会議事堂で開かれた。10人の上院議員と29人の下院議員で構成され、うち16人はインディアナ州憲法の署名者であった。
そこで議会は、今日のような組織へと発展し始めた。当初の憲法では、議員の任期は1年、上院議員の任期は3年と定められ、12月から3月までの議会会期が認められていた。
当初、インディアナ州で重要な政党は民主共和党の1つだけだった。しかし、この政党は3つに分裂し、後にそれぞれの政党に分かれていくことになる。その分裂は主に奴隷制問題をめぐるものであったが、後年、さらに多くの相違が生じることになる。当初は奴隷制度廃止論者で構成されるジェニングス党が優勢だった。ノーブル党は奴隷制に賛成し、ヘンドリックス党はおおむね中立だったが、ヘンドリックス自身は公然と奴隷制に反対していた。1818年、ノーブル党はセントメリーズ条約交渉におけるジェニングス知事の役割をめぐって弾劾を試みた。下院では2ヶ月に及ぶ審議の後、ジェニングスがその役割を果たした証拠を隠滅したため、下院は調査を取り下げ、ジェニングスの知事職を承認する決議を行った。
憲法施行後、最初の20年間で、議会は州の基礎を築いた。州の公立学校制度の枠組みを作り、州立神学校の建設や州南部の道路建設に着手した。当初、議会は税収の少なさに直面した。この問題に対応するため、インディアナ銀行を設立し、900万エーカー（36,000平方キロ）の公有地を売却して事業資金を調達した。議会は1824年に首都をインディアナポリスに移し、1831年には初の州会議事堂の建設を許可した。
1830年代、ホイッグ党は国家政策に反応して民主共和党から分裂した。その 10年間、ホイッグ党は州議会で多数派を占めていた。1843年には、旧奴隷制政党の残党が民主党に勢力を拡大して政権を握ったが、ホイッグ党は再び多数派を取り戻すことはなく、民主党は南北戦争中期まで政権を維持した。1836年、州議会はマンモス内政改善法を可決し、州のインフラを近代化する計画を実行に移した。州議会が道路、運河、鉄道、その他多数のインフラ プロジェクトの建設を承認するにつれ、インディアナ州北部と中央部の荒野は徐々に開発されていった。これにより、州は1830年代後半に破産寸前まで追い込まれたが、1841年に州議会が破綻した運河とその負債の半分を民間企業に分割したため、破産は回避された。プロジェクトの失敗がホイッグ党の権力喪失の主な要因であった。
これまでの州憲法は、政府の役職のほとんどを任命制で充足することを許可していたため、1840年代からかなりの批判にさらされてきた。この役職充足方式の問題は、州政党の出現まで顕在化しなかった。いったん政権を握ると、政党は政府に自らの党員を充足させることができ、少数派が政権を取り戻すのが難しくなる。もう 1 つの問題は、多くの些細な問題に関する権限が他の当局に委譲されていないことだった。たとえば、男性が妻と離婚する場合、合法的に再婚する前に、州議会で離婚のための法案が承認されなければならなかった。

### 1851年憲法
1851年、新しい州憲法が制定され、批准された。この憲法の新しい条項の中には、下院議員の任期を2年に、上院議員の任期を4年に延長することが含まれていた。また、これまで任命されていた役職の多くを公選制とした。新憲法では、新たに創設された選挙区に多くの細かい仕事を委任した。仕事量は大幅に減少し、議会は年1回開かれる代わりに、2年に1回しか開かれなくなった。新憲法はまた、地方法を制定する議会の権限に新たな制限を設けた。それまで州議会は、1つの町や郡にしか適用されない州レベルの法律を制定することで悪名高かった。
新しい憲法により、民主党の多数派は徐々に弱まっていった。1854年、共和党が設立され、多くの元ホイッグ党員を引き込んだ。その年、州議会は分裂し、どの党も多数派を獲得できなかった。民主党が最多の議席を占めたが、ホイッグ党と共和党が多数派を形成し、州議会を掌握するために会合を開いた。共和党とホイッグ党はほとんどの主要問題で合意できず、結果的にほとんどの問題で膠着状態となった。1858年までに、ホイッグ党はほぼ完全に権力を失い、共和党は最大政党になるだけの議席を獲得したが、単独では多数派を形成するには至らなかった。その年、アシュベル・P・ウィラード知事は、歳出法案を可決できなかったため、州議会の最初の特別会期を招集した。民主党は、1860年の選挙で不満を抱くホイッグ党員の票を獲得し、わずかな過半数を取り戻した。
1860年代から南北戦争にかけて、議会は激しい議論の場となった。戦争が始まった当初、議会は南部寄りの民主党が牛耳っていた。オリバー・モートン知事と共和党の少数派は、1862年と1863年に議会の定足数を満たしていなかった。モートンは、不忠誠の疑いで何人かの議員を逮捕または拘留させたほどだった。この危機によって生じた資金不足は、再び州の破産寸前まで追い込んだ。1864年、共和党が多数を占め、州の財政問題を改善するために議会が招集された。
1880年代から1890年代にかけて、インディアナ・ガス・ブームによりインディアナの産業は急成長を始め、多くの労働組合が設立され、議会は民主党政権に戻った。この時期に起こった出来事のひとつが、アイザック・P・グレイ州知事が合衆国上院議員への当選を望んだことから起こった「議会のブラックデー」である。州上院が新しい副知事の選出を拒否したことに端を発し、議会内で戦闘が勃発し、州議会全体に広がった。発砲事件が発生し、警察が事態を収拾する前に民主党と共和党が互いに殺し合うと脅した。1894年の定例会では、10年以上にわたる民主党の法案を廃案にする拒否権を行使しようとした知事クロード・マシューズを阻止するため、共和党議員が下院本会議場のドアをロックし、2度目の暴力事件が発生した。ある新聞は、民主党と共和党が「森の獣のように戦った」と伝えている。この数十年の間に、議会は労働者の権利を保護し、産業の発展を促進するための法律を次々と制定した。女性参政権運動もこの州で始まり、最終的に議会で否決された女性参政権法案を支持する集会がインディアナポリスで開かれた。
1907年、議会はインディアナ州を優生法を制定した最初の州とし、この法律は1921年まで有効であった。この法律は、1921年にインディアナ州最高裁判所によって違憲判決が下されるまで、何千人もの犯罪者の強制不妊手術につながった。
1921年、ジュリア・ネルソンは女性として初めてインディアナ州議会議員に選出された。
1925年、クー・クラックス・クランのインディアナ支部が州議会の議席の半分以上を支配していることが発覚し、スキャンダルが勃発した。会期中、代表の D. C. スティーブンソンは「私はインディアナの法律だ」と豪語した。その後2年間、連邦政府が介入し、スティーブンソンは殺人罪で有罪判決を受けた。知事が恩赦を拒否した後、スティーブンソンは共謀者を起訴し、州政府の多くがさまざまな罪で告発され、クランの権力の多くを剥奪した。
1930年代、議会は大恐慌の影響を受けた貧困層を救済するため、州初の一般福祉プログラムを設立した。議会は1939年に国内初の飲酒運転法を可決し、血中アルコール濃度0.15を法定限度とした。1940年代には、インディアナ州上院議員に初のアフリカ系アメリカ人が選出され、1949年には公立学校の人種差別撤廃法が制定された。
議会は1962年、州初の消費税（2％）を制定した。この税収により、州全体で多くの新しいプロジェクトが始まった。議会はまた、1963年にインディアナ公民権法案を可決し、雇用を求めるマイノリティに平等な保護を与えた。1970年には、憲法改正案が可決された。その中には、議会を隔年開催から年1回開催にすることを承認したものもあった。
1988年の会期中、下院はインディアナ州史上初めて両党が同数となった。交渉期間の後、両党は多数派の権限を共有し、毎日交互に議長の地位を握る政党を定めることに合意した。同じ州議会は、1989年に州内での競馬を合法化した。
エヴァン・ベイ知事は、通常会期で予算が承認されなかったため、1992年に臨時議会を招集した。臨時会期中、議会は予算を承認し、また州内での船上カジノの運営を合法化し、それを阻止しようとした知事の拒否権を覆した。
議会は2008年に固定資産税改革法案を可決し、固定資産税の上限を1％とし、インディアナ州は全米で最も固定資産税が低い州のひとつとなった。